# بورتون داونينج
بورتون داونينج (بالإنجليزية: Burton Downing)‏ هو دراج أمريكي، ولد في 5 فبراير 1885 في سان خوسيه في الولايات المتحدة، وتوفي في 1929 في ريد بانك في الولايات المتحدة.

## وصلات خارجية
- بورتون داونينج على موقع أرشيف الدراجات (الإنجليزية)
- بورتون داونينج على موقع اللجنة الأولمبية الدولية (الإنجليزية)
- بورتون داونينج على موقع أوليمبيديا (الإنجليزية)